# 1954年農産物貿易促進援助法
1954年農産物貿易促進援助法（1954ねんのうさんぶつぼうえきそくしんえんじょほう、英語: Agricultural Trade Development and Assistance Act of 1954、Pub.L. 83–480）は、1954年7月10日に成立した、アメリカ合衆国の連邦法である。本法の実際の目的に着目して、余剰農産物処理法（よじょうのうさんぶつしょりほう）、法律番号からPL480や公法480号（こうほう480ごう）などとも呼ばれる。現在は、法律制定当初の目的は失われ、海外に対する食糧支援プログラム、平和のための食料を制定するに留まっている。署名はドワイト・D・アイゼンハワーによって行われた。
この法律により、日本国内には大量のアメリカ産小麦粉が流入するようになり、日本の食文化は大きく変容することとなった。

## 背景
アメリカ合衆国の農業は、1929年の世界恐慌から中々回復できずにいたが、第二次世界大戦の特需により大幅な成長を見せ、生産力が世界恐慌前と比較して50 %も増した。しかしそれは、世界各地で発生する戦乱により各国の農業が疲弊していたためであり、各国の農業が正常化すればアメリカの農業は過剰投資の状態になってしまうものであった。第二次大戦後の1949年から徐々に陰りを見せてきたアメリカの農業は、朝鮮戦争の膠着と・停戦に伴う特需の終了と西洋諸国での好天と作物増産の影響を受け、1953年ごろから、ついに農産物輸出需要が大きく落ち込み始めた。アメリカ政府は農業調整法に基づく農産物価格支持制度に従って過剰農作物を買い上げたが、その量は額面にして55億ドルに達し、農産物を格納するための倉庫が不足したため第二次大戦で粗造乱造されたリバティ船に積んで、ハドソン川に係留させる措置も講じられたが、それでも一部は野ざらしのまま放置される事態となった。この時の余剰農産物の保管に掛かる費用は、一日46万ドルにも及んだ。そこでアメリカは、相互安全保障法 (MSA) 第550条を使ってこれら余剰農産物を処理しようと画策する。
一方、日本では戦後の食料援助（ガリオア資金）が1951年（昭和26年）に終了していたが、1953（昭和28）年度の農産物の収穫高が芳しくないことから食料の輸入が求められていた。当時、外貨を持たなかった日本は、日本円で農産物を輸入できるMSA協定に目を付け、これの適用をアメリカ側に求めた。MSA協定による農作物の購入には、購入代金の一部が見返り資金という形でキックバックされるという副次的な利点もあった。しかし、キックバックされた見返り資金にはMSAに基づく使途の制限がかかっており、軍事目的にしか使えないことが課題としてあった。
1953年9月2日、日本側が見返り資金を水力発電、食料増産のための長期投資に使えるかどうかを聞いた際は、アメリカ側から立法を要すると回答されている。

### インド
インドで食料危機が起きていた1950年代と1960年代に食糧援助を受けた。この時の食糧費はアメリカの大学などに提供された。この資金を元手に、アメリカの20の大学は1959年に60人のインド人などチームが派遣し、1968年までにインドの政府系書籍、書籍、定期刊行物、レコードなどの購入を行った。写本などの貴重な文化財はインドの法律で持ち出し禁止であった。また、研究とは関係ないフィクションも多く含まれていたため、1963年からはフィクションの購入には研究と関係があるものという制限がかけられた。